# تپه یوخاری‌کند
تپه یوخاری کند مربوط به دوره ساسانیان است و در شهرستان خدابنده، بخش سجاسرود، روستای شیخ موسی واقع شده و این اثر در تاریخ ۱۷ اسفند ۱۳۸۱ با شمارهٔ ثبت ۷۷۲۶ به‌عنوان یکی از آثار ملی ایران به ثبت رسیده است.